# Aspilota nacta
Aspilota nacta är en stekelart som beskrevs av Sergey A. Belokobylskij. Aspilota nacta ingår i släktet Aspilota och familjen bracksteklar. Inga underarter finns listade.